# Walther Modell 1
Die Pistole Walther Modell 1 war die erste Pistole, die von Carl Walther in Zella St. Blasii entwickelt wurde.

## Geschichte
Die Pistole wurde in den Jahren 1908 und 1909 hergestellt. Es wurden ungefähr 31.000 Stück der Modell 1 hergestellt.
Standardmäßig wurde die Pistole mit Hartgummigriffschalen ausgeliefert. Gegen Aufpreis war sie auch mit Elfenbeingriffschalen erhältlich. Die Waffe hat einen starren Lauf.
Das Modell 1 wurde in zwei Varianten hergestellt. Die Version 1 hat 17 Griffrillen am Schlitten. Auf der rechten Schlittenseite steht die Aufschrift „Walthers Patent“ und auf der linken Seite „Selbstladepistole Cal. 6,35“. Die Version 2 hat 12 Griffrillen am Schlitten. Auf der linken Schlittenseite befindet sich die Aufschrift „Selbstlade-Pistole Cal. 6,35 Walther’s Patent“.

## Technische Merkmale
- Kaliber: 6,35 mm Browning / .25 ACP
- Länge: 11,5 cm
- Lauflänge: 5 cm (2 Zoll)
- Anzahl der Züge: 4
- Magazinkapazität: 6 Schuss